# 追従
| ウィキペディアには「追従」という見出しの百科事典記事はありません（タイトルに「追従」を含むページの一覧/「追従」で始まるページの一覧）。 代わりにウィクショナリーのページ「追従」が役に立つかもしれません。 |